# Elfsen
Elfsen – dzielnica (Ortsteil) gminy Bad Sassendorf w powiecie Soest, w kraju związkowym Nadrenia Północna-Westfalia, w rejencji Arnsberg.

## Geografia
Elfsen to mała wioska, położona na południowo-zachodnim krańcu gminy, zbudowana wokół okrągłego, przypominającego wał wzgórza o średnicy czternastu metrów. Centrum wsi stanowi „Elfser Markt”, duża otwarta przestrzeń w centrum miasta. Po drugiej stronie drogi powiatowej znajduje się lokalny cmentarz.

## Demografia
Według spisu ludności z 2015 roku, w Elfsen mieszkało 254 mieszkańców.

## Historia
Wieś zbudowana została wokół okrągłego, przypominającego wał wzgórza o średnicy czternastu metrów. Miejsce to można uznać za pozostałość starej wiejskiej kaplicy na Schulzenhof w Elfsen. Schulzenhof był jednym z wyższych sądów dawnego elektoratu Kolonii w rejonie Soest. Mówi się, że kaplica została zburzona około 1800 roku.

### Reorganizacja gmin
Według ustawy z 24 czerwca 1969 roku (niem. Gesetz zur Neugliederung des Landkreises Soest und von Teilen des Landkreises Beckum, § 7, Elfsen jest dzielnicą gminy Bad Sassendorf.

## Polityka
Burmistrzem dzielnicy (niem. Ortsvorsteher) jest Heinz-Wilhelm Reinecke.

## Transport
Elfsen leży tuż obok autostrady A44, przy odcinku Soest-Ost.

## Kluby i stowarzyszenia
W Elfsen funkcjonuje orkiestra marszowa Elfsen (niem. Spielmannszug Elfsen).